# Sebastianópolis do Sul
Sebastianópolis do Sul é um município brasileiro do estado de São Paulo, com uma população de 3.031 habitantes (IBGE/2010).

## História
O povoado surgiu em 1905, no território do município de Rio Preto (atual São José do Rio Preto). No ano de 1924 é criado o distrito policial com o nome de Sebastianópolis, ainda pertencendo a Rio Preto.
Pela Lei nº 2.008, de 23 de dezembro de 1924 é criado o município de Monte Aprazível desmembrado de Rio Preto e o distrito policial de Sebastianópolis passa a integrar esse município. 
Pela Lei nº 2.301, de 5 de dezembro de 1928 o distrito policial de Sebastianópolis foi elevado à condição de distrito de paz do município de Monte Aprazível, mas pela Lei nº 2.841, de 7 de janeiro de 1937 a sede do distrito de paz foi transferida de Sebastianópolis para o povoado de Palmira que ficava em seu território, e o distrito passou a se chamar General Salgado.
Voltando a condição de povoado no distrito de General Salgado com o Decreto nº 9.775, de 30 de novembro de 1938 houve várias mudanças nas divisas dos distritos de Monte Aprazível e Sebastianópolis passa a integrar o território do distrito de Poloni. Pela Lei nº 233, de 24 de dezembro de 1948 o distrito de Itaiúba é criado com terras desmembradas do distrito de Poloni e Sebastianópolis passa a integrar o território desse distrito.
Somente pela Lei nº 2.456, de 30 de dezembro de 1953 é que Sebastianópolis volta a condição de distrito, mas com o nome de Sebastianópolis do Sul e com território desmembrado do distrito de Itaiúba.
E pela Lei nº 8.092, de 28 de fevereiro de 1964 o distrito é elevado a categoria de município, emancipando-se de Monte Aprazível.

## Demografia

### População
| Crescimento populacional                             | Crescimento populacional | Crescimento populacional | Crescimento populacional |
| Ano                                                  | População Total          |                          | %±                       |
| ---------------------------------------------------- | ------------------------ | ------------------------ | ------------------------ |
| 1970                                                 | 3 002                    |                          | —                        |
| 1980                                                 | 2 379                    |                          | −20,8%                   |
| 1991                                                 | 2 516                    |                          | 5,8%                     |
| 2000                                                 | 2 546                    |                          | 1,2%                     |
| 2010                                                 | 3 031                    |                          | 19,0%                    |
| 2022                                                 | 3 130                    |                          | 3,3%                     |
| Est. 2024                                            | 3 187                    | [ 14 ]                   | 1,8%                     |
| Fontes: Censos Demográficos IBGE e Estimativas SEADE |                          |                          |                          |

### Dados demográficos
Dados do Censo - 2010
População total: 3.031
- Urbana: 2.347
- Rural: 684
- Homens: 1.525[18]
- Mulheres: 1.506

Densidade demográfica (hab./km²): 18,61

## Geografia
Servida pela SP-310, localiza-se à latitude 20º39'18" sul e à longitude 49º55'16" oeste, com uma altitude de 468 metros. Sua área é 162.9 km².

## Infraestrutura

### Comunicações
O sistema de telefones automáticos foi inaugurado na cidade em 1985 pela Telecomunicações de São Paulo (TELESP), que também implantou o sistema de discagem direta à distância (DDD) em 1989 com o código de área (0174). Anteriormente a cidade era atendida pela Companhia de Telecomunicações do Estado de São Paulo (COTESP).
Na década de 90 o código DDD da cidade foi alterado para (017), para padronização do sistema telefônico com a telefonia celular que estava sendo implantada em todo o estado.

## Religião
O Cristianismo se faz presente na cidade da seguinte forma:

### Igreja Católica
- A igreja faz parte da Diocese de Votuporanga.[23]

### Igrejas Evangélicas
- Assembleia de Deus Ministério do Belém.[24][25]
- Congregação Cristã no Brasil.[26]